# Manhattan (együttes)
A Manhattan az első magyar fiúegyüttes volt. 1991-ben alakultak különböző zenekarok tagjaiból: Nyemcsók János "Csoki" (Fix), Dobi Sándor (Kenguru), Varga Szabolcs (La Fontaine), Vilmányi Gábor (Exotic)

## Története
Az R-GO együttes basszusgitárosa, Környei Attila a 80-as évek végén abbahagyta az aktív zenélést és popmenedzserként folytatta tevékenységét. 1991-ben megalakította első önálló produkcióját, a Manhattan együttest.
Környei a volt R-GO-s kollégáit, Holló Józsefet és Kozma Tibort kérte fel a zenék megírására. 1992-ben jelent meg második lemezük Szállj fel még címmel. Az együttes elnyerte az év zenekara címet, és folyamatosan a MAHASZ slágerlista élmezőnyében volt. 1993-ban jelent meg a harmadik Manhattan-lemez Hazatérés, majd utolsó közös lemezük Várj te hosszú forró nyár címmel. A három tagra fogyatkozott együttes 1994-ben megjelentetett egy újabb lemezt Ajándék címen.
1994-ben és 1995-ben az együttes további sikereket ért el, a fellépések mellett Görögországban rajongói tábort szerveztek. Itt készült a tengerparton az együttes Mert ő szerelmessé tud tenni c. videóklipje a rajongók részvételével.
A megmaradt két tag, Vilmányi Gábor és Csoki mellé ezek után csatlakozott egy fiatal gitáros, Kelemen Tamás. Ebben a felállásban még két lemez jelent meg az együttestől: 1997-ben Man-Hat-Tan-Ugyanaz a tűz címmel, és 1998-ban Hetedik címmel, majd 2003-ban jelent meg az utolsó Újra+újra Manhattan lemez.

## Diszkográfia
- 1991 Manhattan
- 1992 Szállj fel még
- 1993 Hazatérés
- 1994 Várj te hosszú forró nyár
- 1995 Ajándék
- 1997 Ugyanaz a tűz
- 1998 Hetedik
- 2000 Best Of Manhattan
- 2003 Újra+újra